# 67-й Берлинский международный кинофестиваль
67-й Берлинский международный кинофестиваль проходил с 9 по 19 февраля 2017 года. Председатель жюри — нидерландский режиссёр Пол Верховен. Киносмотр открылся фильмом «Джанго», режиссёрским дебютом французского продюсера Этьена Комара. Обладателем «Золотого медведя» за лучший фильм стала картина Ильдико Эньеди «О теле и душе».

## Жюри фестиваля
В состав жюри фестиваля вошли:
- Пол Верховен, режиссёр ( Нидерланды) — председатель жюри
- Дора Бушуша Фурати, продюсер ( Тунис)
- Олафур Элиассон, художник, скульптор ( Исландия)
- Мэгги Джилленхол, актриса ( США)
- Юлия Йенч, актриса ( Германия)
- Диего Луна, актёр ( Мексика)
- Ван Цюйанань, режиссёр и сценарист ( Китай)

## Конкурсная программа

### В основном конкурсе
| На русском языке       | Оригинальное название     | Режиссёр          | Страна           |
| ---------------------- | ------------------------- | ----------------- | ---------------- |
| Ана, моя любовь        | Ana, mon amour            | Кэлин Петер Нецер | Румыния          |
| На пляже ночью одна    | Bamui haebyun-eoseo honja | Хон Сансу         | Республика Корея |
| Бойс                   | Beuys                     | Андрес Файель     | Германия         |
| Круг                   | Colo                      | Тереза Виллаверди | Португалия       |
| Ужин                   | The Dinner                | Орен Моверман     | США              |
| Джанго                 | Django                    | Этьен Комар       | Франция          |
| Счастье                | Félicité                  | Ален Гомис        | Франция          |
| Хорошего дня           | Hao ji le                 | Лю Цзянь          | Китай            |
| Белые ночи             | Helle Nächte              | Томас Арслан      | Германия         |
| Хоаким                 | Joaquim                   | Марсело Гомес     | Бразилия         |
| Мистер Лонг            | Mr. Long                  | Сабу              | Япония           |
| Вечеринка              | The Party                 | Салли Поттер      | Великобритания   |
| След зверя             | Pokot                     | Агнешка Холланд   | Польша           |
| Возвращение в Монток   | Return to Montauk         | Фолькер Шлёндорф  | Германия         |
| О теле и душе          | Teströl és lélekröl       | Ильдико Эньеди    | Венгрия          |
| По ту сторону надежды  | Toivon tuolla puolen      | Аки Каурисмяки    | Финляндия        |
| Фантастическая женщина | Una mujer fantástica      | Себастьян Лелио   | Чили             |
| Дикая мышь             | Wilde Maus                | Йозеф Хадер       | Австрия          |

### Вне конкурса
| На русском языке  | Оригинальное название | Режиссёр            | Страна         |
| ----------------- | --------------------- | ------------------- | -------------- |
| Дикая история     | El Bar                | Алекс де ла Иглесиа | Испания        |
| Последний портрет | Final Portrait        | Стэнли Туччи        | Великобритания |
| Логан             | Logan                 | Джеймс Мэнголд      | США            |
| Акушерка          | Sage femme            | Мартен Прово        | Франция        |
| На игле 2         | T2 Trainspotting      | Дэнни Бойл          | Великобритания |
| Дом вице-короля   | Viceroy’s House       | Гуриндер Чадха      | Великобритания |

## Специальные показы Берлинаре
Следующие фильмы были отобраны для программы специальных показов на кинофестивале:
| Фильм                                                | Оригинальное название                          | Режиссёр(ы)                             | Страна производства        |
| ---------------------------------------------------- | ---------------------------------------------- | --------------------------------------- | -------------------------- |
| Бомба                                                | The Bomb                                       | Кевин Форд, Смрити Кешари, Эрик Шлоссер | США                        |
| Восемь часов ещё не день                             | Acht Stunden sind kein Tag                     | Райнер Вернер Фасбиндер                 | Германия                   |
| Дьявольская свобода                                  | La libertad del diablo                         | Еверардо Гонсалес                       | Мексика                    |
| Во времена угасающего света                          | In Zeiten des abnehmenden Lichts               | Матти Гешоннек                          | Германия                   |
| Затерянный город Z                                   | The Lost City of Z                             | Джеймс Грэй                             | США                        |
| Королева Испании                                     | La reina de España                             | Фернандо Труэба                         | Испания                    |
| Крупный план                                         | کلوزآپ ، نمای نزدیک                            | Аббас Киаростами                        | Иран                       |
| Масарик                                              | Masaryk                                        | Юлиус Шевчик                            | Чехия, Словакия            |
| Моди                                                 | Maudie                                         | Эшлин Уолш                              | Канада, Ирландия           |
| Молодой Карл Маркс                                   | Le jeune Karl Marx                             | Рауль Пек                               | Франция, Германия, Бельгия |
| Последние дни в Гаване                               | Últimos días en La Habana                      | Фернандо Перес                          | Куба, Испания              |
| Патриот                                              | Patriot                                        | Стива Конрад                            | США                        |
| Под поверхностью                                     | Below the Surface                              | Каспер Барфоед                          | Дания, Германия            |
| Процесс: Российское государство против Олега Сенцова | The Trial: The State of Russia vs Oleg Sentsov | Аскольд Куров                           | Эстония, Польша, Чехия     |
| То же самое небо                                     | Der gleiche Himmel                             | Оливер Хиршбигель                       | Германия, Чехия            |
| Чёрное пятно                                         | Black Spot                                     | Матье Миссоф                            | Франция, Бельгия           |
| Четыре блока                                         | 4 Blocks                                       | Марвин Крен                             | Германия                   |
| SS-GB                                                | SS-GB                                          | Филипп Кадельбах                        | Великобритания             |

## Награды
- Золотой медведь — «О теле и душе», Ильдико Эньеди
- Гран-при жюри (Серебряный медведь) — «Счастье», Ален Гомис
- Приз Альфреда Бауэра (Серебряный медведь) — «След зверя», Агнешка Холланд
- «Серебряный медведь» за лучшую режиссуру — Аки Каурисмяки, «По ту сторону надежды»
- «Серебряный медведь» за лучшую женскую роль — Ким Мин Хи, «Ночью у моря одна»
- «Серебряный медведь» за лучшую мужскую роль — Георг Фридрих, «Белые ночи»
- Серебряный Медведь за лучший сценарий — Себастьян Лелио и Гонсало Маса, «Фантастическая женщина»